# Bagel

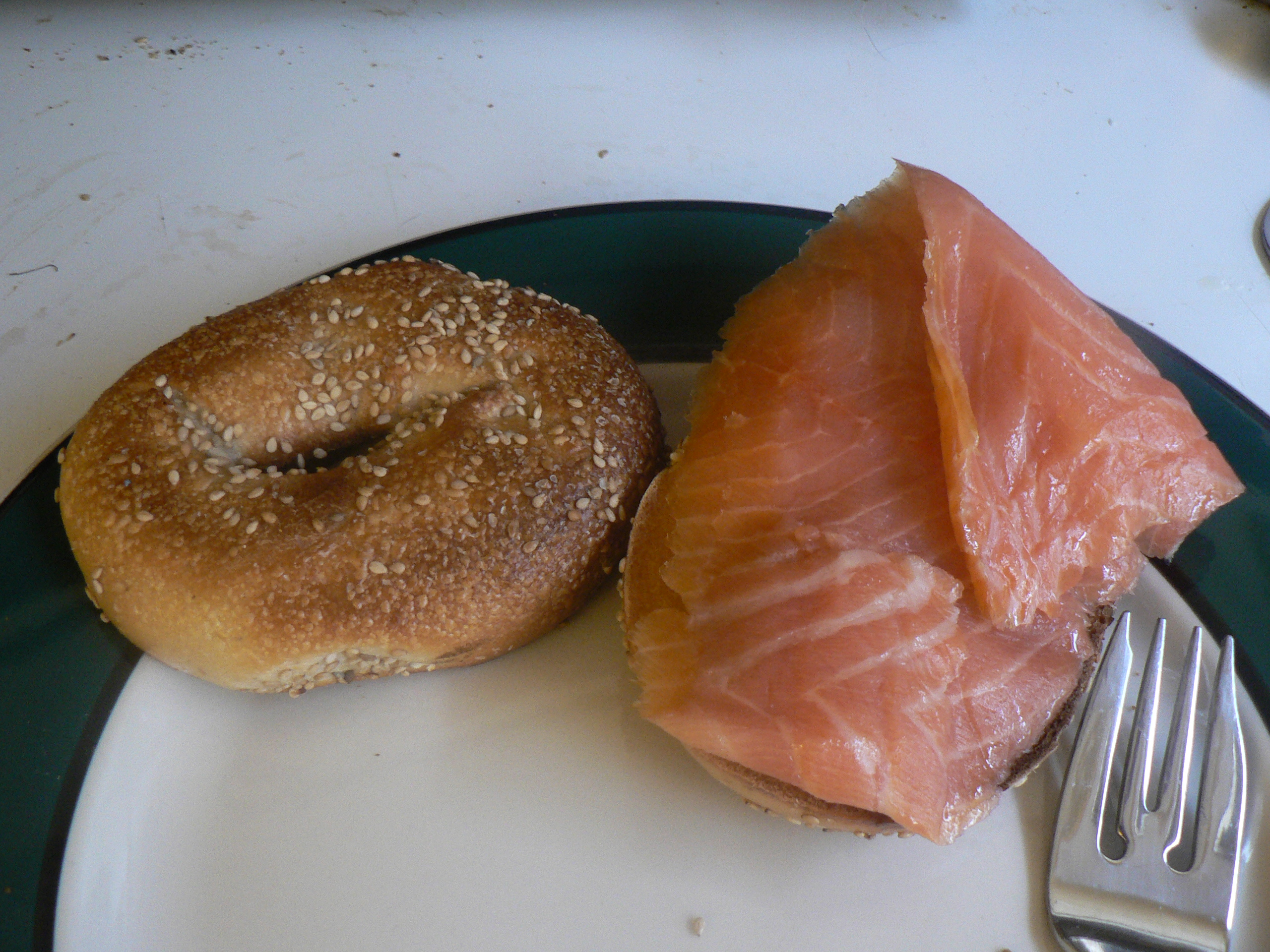
Bagely se smetanovým sýrem a uzeným lososem jsou považovány za tradiční součást americké židovské kuchyně

Bagel (z německého ein Bagel, také psáno Beigel [ˈbeɪgəl], podle židovského bejgl či bajgl) je rohlíkový produkt z pšeničného těsta. Vyvinula ho židovská komunita v Krakově v Polsku v roce 1610.[zdroj?] Bývá tradičně ručně tvarován do podoby hladkého prstence, který se vejde do dlaně. Existují i bagely celozrnné či z žitné mouky.
Jde vlastně o židovskou variantu obvařanku, ještě tradičnějšího polského pečiva, které pochází rovněž z Krakova. Ještě bližší je bagelu kyjevský, resp. ukrajinský bublik.

## Složení
Těsto se nejdříve na krátkou dobu vloží do vroucí vody a teprve poté se peče. Výsledkem je bagel s hutnou, dobře žvýkatelnou střídou a s hnědavou a často křupavou kůrkou.
Bagely bývají často ozdobeny semínky zapečenými do kůrky. Tradičně to bývají maková či sezamová semínka. Někdy tuto úlohu přebírají zrnka soli.
Bagely se staly oblíbeným chlebovým produktem ve Spojených státech, v Kanadě a ve Velké Británii, zejména v městech, kde je značný počet židovského obyvatelstva. Tak jako jiné pekařské výrobky lze v těchto zemích bagely zakoupit v řadě velkých supermarketů čerstvé či zmražené a na výběr často bývá celý sortiment chutí.

## Tvar bagelu
Základní prstencovitý tvar bagelu (tvar torusu) je stovky let starý. Umožňuje rovnoměrné propečení těsta a měl i další praktické výhody: otvorem uprostřed bagelu se dal protáhnout provázek, což usnadňovalo jejich přepravu ve větším množství a vystavování ve výkladních skříních prodejců.

## Historie
První zmínky o bagelu pocházejí z roku 1620 od židovské komunity v polském Krakově.
V roce 1910 vznikl v New Yorku spolek Bagel Bakers Local 338, jehož členové byli proslavení svým tradičním bagelem. K nám doputoval až v 90. letech 20. století, ale nikdy se nedočkal takové popularity, jako v USA, Kanadě nebo ve Velké Británii.
V současnosti jsou výrobou bajglů proslulá města New York a Montreal; v New Yorku jsou bagely tak populární, že nehody při jejich krájení jsou hlavní příčinou návštěv na zdravotnické pohotovosti v neděli ráno..